# Titularerzbistum Edessa in Osrhoëne dei Greco-Melkiti
Edessa in Osrhoëne dei Greco-Melkiti (ital.: Edessa di Osroene dei Greco-Melkiti) ist ein Titularerzbistum, das vom Papst an Titularbischöfe aus der mit Rom unierten melkitischen griechisch-katholischen Kirche vergeben wird.
Es geht zurück auf einen früheren Bischofssitz in der Stadt Edessa (heute Şanlıurfa), die sich in der römischen Provinz Mesopotamia  bzw. in der Spätantike Osrhoene, in der heutigen Türkei befindet.
| Titularerzbischöfe von Edessa in Osrhoëne dei Greco-Melkiti |                     |                                                                                         |                    |                  |
| Nr.                                                         | Name                | Amt                                                                                     | von                | bis              |
| 1                                                           | Gereteo Stay OSBM   |                                                                                         | 10. September 1716 |                  |
| 2                                                           | Néophytos Edelby BA | Weihbischof im Melkitischen griechisch-katholischen Patriarchat von Antiochien (Syrien) | 24. Dezember 1961  | 6. März 1968     |
| 3                                                           | Boutros Raï BA      | Weihbischof in Antiochien (Syrien)                                                      | 9. September 1968  | 27. Februar 1988 |
| 4                                                           | Salim Ghazal BS     | Weihbischof in Antiochien (Syrien)                                                      | 22. Juni 2001      | 29. April 2011   |